# Bomlitz
Bomlitz település Németországban, azon belül Alsó-Szászország tartományban. Lakosainak száma 6955 fő (2017. december 31.). Bomlitz Neuenkirchen, Soltau, Bad Fallingbostel és Visselhövede községekkel határos.

## Népesség
A település népességének változása:

| 2016 | 7 016 |
| 2017 | 6 955 |

## Partnervárosai
- Blainville-sur-Orne, Franciaország
- Kępice, Lengyelország